# Prosheliomyia nigricornis
Prosheliomyia nigricornis là một loài ruồi trong họ Tachinidae.